# Viciria albolimbata
Viciria albolimbata es una especie de araña saltarina del género Viciria, familia Salticidae. Fue descrita científicamente por Simon en 1885.
Habita en Sumatra.